# Siegfried der Drachentöter (Denkmal)

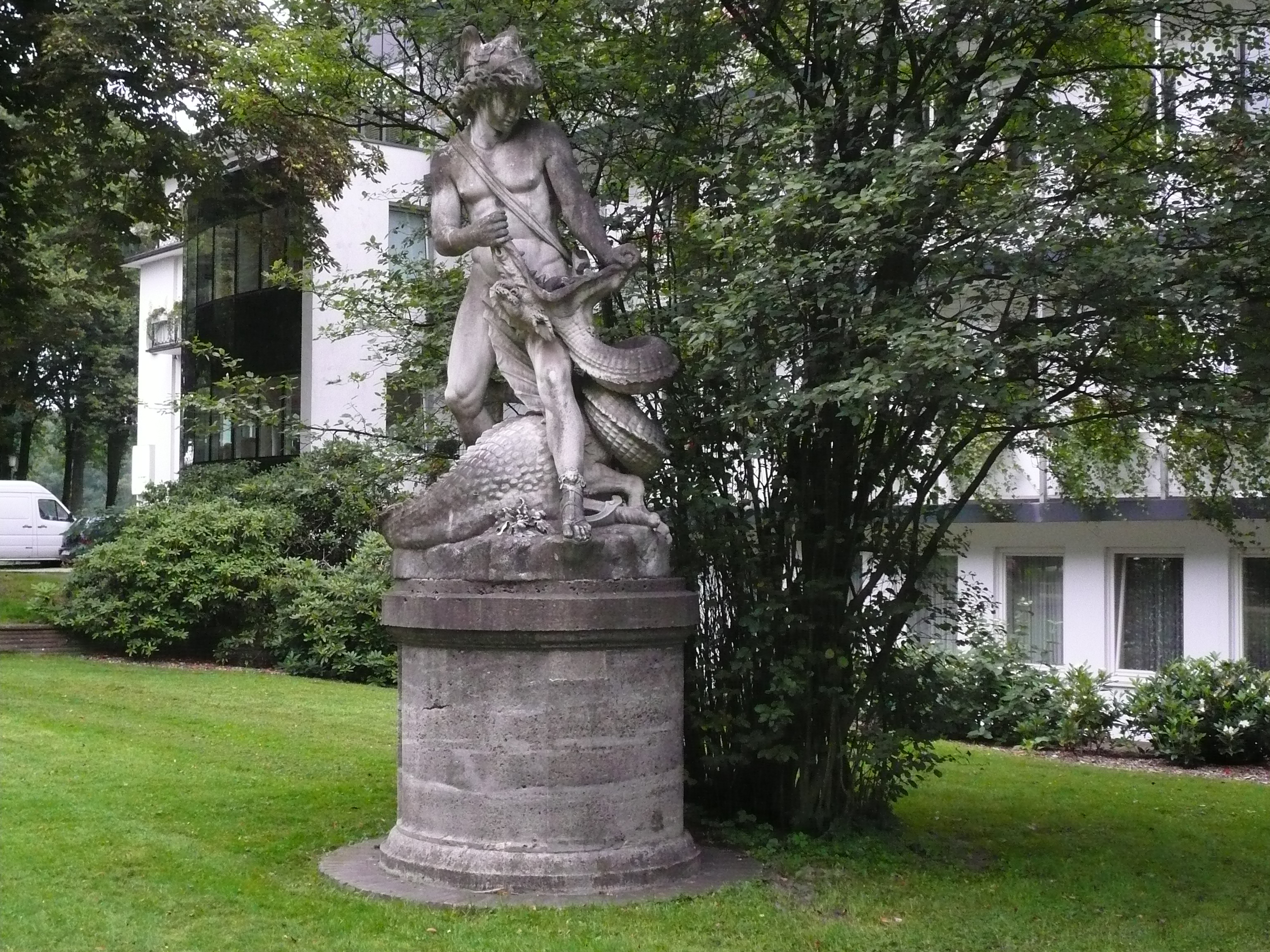
Siegfried der Drachentöter

Die Skulptur Siegfried der Drachentöter steht in Bremen-Schwachhausen an der Westseite des Parkhotels am Bürgerpark. Sie wird in der Liste der Denkmale und Standbilder der Stadt Bremen geführt.
Die Skulptur von Siegfried als Drachentöter von 1875 aus Marmor stammt vom Bildhauer Constantin Dausch. Sie wurde 1890 als Brunnenfigur auf einem runden Sandsteinsockel hergerichtet. Anlass war die Nordwestdeutsche Gewerbe- und Industrieausstellung in Bremen. Bei dem provisorischen Springbrunnen kam der Wasserstrahl aus dem Drachenmaul. 1892 wurde die Marmorgruppe vor und später neben das Parkhotel umgesetzt.
Siegfried der Drachentöter ist eine mythologische, germanische Sagenfigur, insbesondere aus der Nibelungensage. Danach stammt Siegfried (Sigurd) aus dem Heldengeschlecht der Wälsungen und kommt von Xanten am Niederrhein. Mit übermenschlicher Kraft tötet er den Drachen Fáfnir und gewinnt nach einigen Heldensagen einen großen Schatz. Die Sage reicht zurück in die Zeit der Völkerwanderung.
Die Nordwestdeutsche Gewerbe-, Industrie-, Handels-, Marine-, Hochseefischerei und Kunstausstellung 1890 in Bremen war eine von der Freien Hansestadt Bremen, dem Großherzogtum Oldenburg und der preußischen Provinz Hannover gemeinsam organisierte Leistungsschau nach Vorbild der Weltausstellungen. Sie war mit 1,2 Millionen Besuchern bis zu diesem Zeitpunkt die größte Ausstellung in Deutschland.